# Деннис, Эммануэль
Эммануэль Бонавентуре Деннис (англ. Emmanuel Bonaventure Dennis; 15 ноября 1997, Абуджа) — нигерийский футболист, нападающий английского клуба «Ноттингем Форест». Игрок сборной Нигерии.

## Клубная карьера
Деннис является воспитанником академии Абуджи из Нигерии. Подписал контракт с клубом «Заря» из Луганска в марте 2016 года.
24 июля 2016 года в первом своём официальном матче за «Зарю» забил гол в ворота «Олимпика» из Донецка в матче 1-го тура чемпионата Украины 2016/17.
30 мая 2017 года нападающий «Зари» подписал контракт с бельгийским клубом «Брюгге». Контракт футболиста со своим новым клубам рассчитан на четыре года. Финансовые условия трансфера не были разглашены (согласно данным Transfermarkt, сумма перехода составила 1,40 млн евро; примерная рыночная стоимость на момент перехода — 1,20 млн евро).
25 января 2021 года на правах аренды перешёл в немецкий клуб «Кёльн».
22 июня 2021, примерно за год до окончания контракта с Брюгге, стало известно о переходе (официально — с 1 июля) Денниса Бонавентуре в английский «Уотфорд», пополнивший в сезоне 2021-22 ряды клубов английской Премьер-лиги. «Шершни» не разглашают сумму трансфера 23-летнего нигерийского футболиста, а также условия личного контракта. Согласно порталу Transfermarkt, сумма компенсации за игрока — 4,00 млн € (при рыночной стоимости в 5,00 млн € на момент перехода).
14 августа 2021, в своём дебютном матче в АПЛ, 23-летний нигерийский форвард отметился голом в ворота «Астон Виллы» из Бирмингема, таким образом став четвертым в истории игроком из Нигерии, который отметился голом в своем дебюте в английской Премьер-лиге (ранее подобное удавалось Джону Утака, Питеру Одемвингие и Одиону Игало); также в этом матче он отдал результативную передачу.
Сезон 2022/23 начал в «Уотфорде» в Чемпионшипе, за который провёл два стартовых матча чемпионата. 13 августа 2022 года перешёл в вернушийся в Премьер-лигу клуб «Ноттингем Форест». 23 августа дебютировал за новую команду, выйдя в стартовом составе матча второго раунда Кубка Английской лиги против «Гримсби Таун». 28 августа дебютировал за «Ноттингем Форест» в Премьер-лиге в матче против «Тоттенхэм Хотспур», выйдя на замену Джесси Лингарду. 10 октября отличился первым голом за «Ноттингем Форест» в матче Премьер-лиги против «Астон Виллы».

## Карьера в сборной
Выступал за молодёжную сборную Нигерии возрастом до 23 лет.